# Destiny Frasqueri

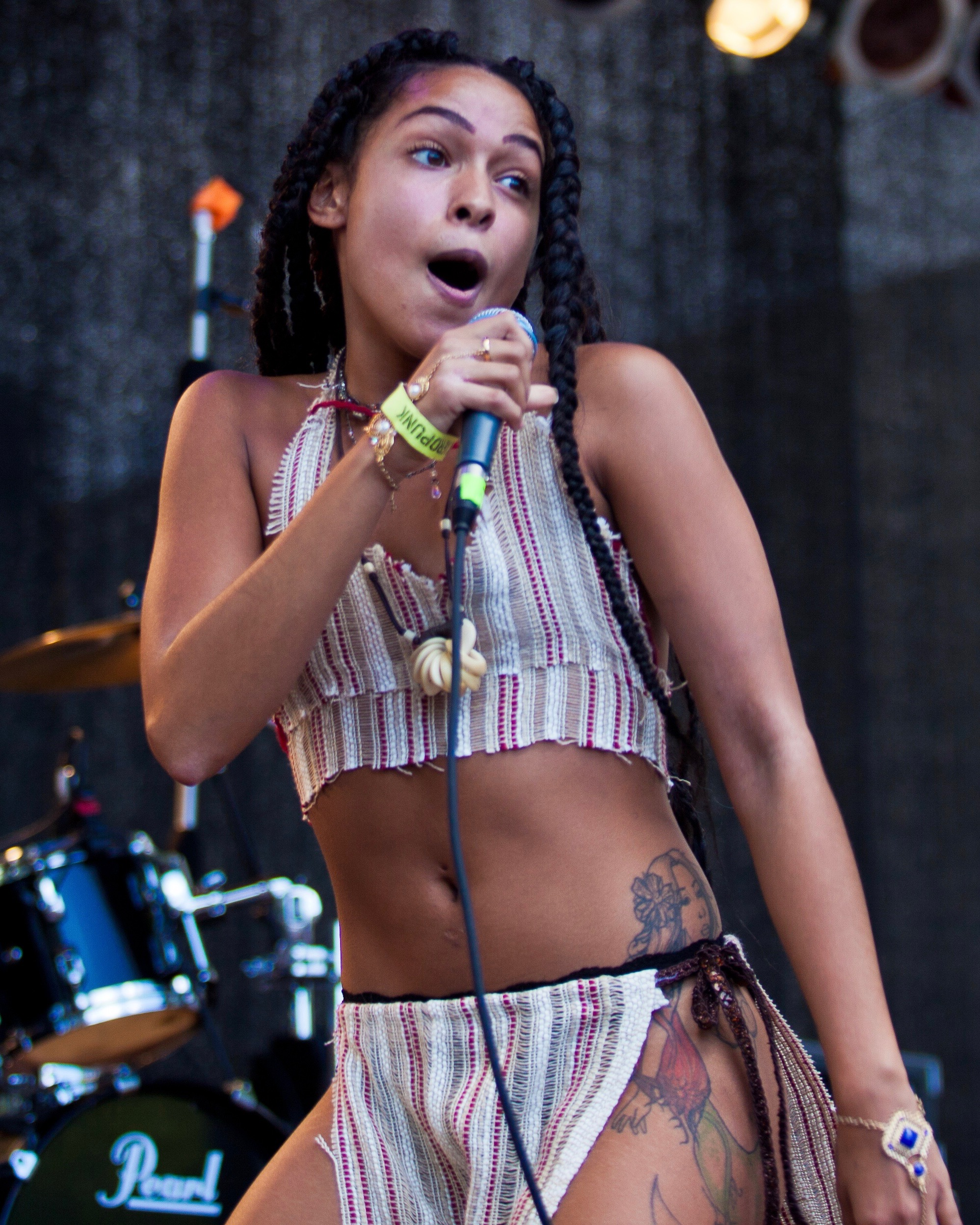
Destiny Frasqueri (2014)

Destiny Nicole Frasqueri oder Princess Nokia (geboren am 14. Juni 1992) ist eine amerikanische Hip-Hop- und R&B-Musikerin aus New York, die auch unter den Künstlerinnennamen Wavy Spice oder Destiny auftrat. Außerdem arbeitet sie mit der Hip-Hop-Gruppe Ratking aus New York zusammen. Sie gilt als Vertreterin des jungen Genres Queer Rap.

## Leben
Frasqueri wuchs in Spanish Harlem, der Bronx und in der Lower East Side in New York auf. Sie hat einen nigerianischen und puerto-ricanischen Hintergrund. Die Mutter starb, als Frasqueri neun Jahre alt war. Das Mädchen wuchs in wechselnden Pflegefamilien und Projekten auf. In ihrer Jugend hörte Frasqueri lieber Punk als Hip-Hop, nach eigenen Angaben fand sie erst als Erwachsene Zugang zu diesem Genre: „I fell in love with hip-hop as an adult, not as a kid.“ Sie schwänzte oft die Schule, um sich zu Hause mit afroamerikanischer Literatur, Kemetismus, und Santería-Ritualen zu beschäftigen. Frasqueri bezeichnet sich selbst als „Bruja“ (spanisch für „Hexe“) in der Tradition der Yoruba und Taíno. Eine weitere Traditionslinie, in der sie sich selbst verortet, ist die Black Harlem Renaissance. Da sie in ihrer Kindheit und Jugend immer im engen Kontakt mit der lokalen Queer-Gemeinschaft stand, beeinflusste dies ihre eigenen Denkweisen und Lebensstil und hatte großen Einfluss auf den Inhalt ihrer Musik, sowie auch ihr öffentliches Auftreten. Weiterhin setzt sie sich für Feminismus ein, so hat sie unter anderem das Kollektiv Smart Girl Club gegründet, in dem sie durch Workshops und Podcasts für eine engere kreative Zusammenarbeit zwischen Frauen aller Hautfarben und Sexualitäten wirbt. Ein wichtiger Bestandteil davon ist laut Frasqueri der Urban Feminism, „der auch Frauen erreicht, die keinen Zugang zu institutionalisierten Formen des Feminismus an den Universitäten haben.“

## Musik
Seit 2012 trat Frasqueri im New Yorker Untergrund und auf YouTube unter dem Pseudonym Wavy Spice auf und produzierte Club-Tracks wie Versace Hottie und Bitch, I’m Posh. 2015 veröffentlichte sie unter dem Namen Destiny das R&B-lastige Album Honeysuckle. Im September 2016 veröffentlichte sie als Princess Nokia die EP 1992, benannt nach ihrem Geburtsjahr. In ihren Songs thematisiert Frasqueri, die sich selbst als „oldschool“ charakterisiert, ihre mixed-race-Herkunft und queere Themen. Im Tagesspiegel wurde ein Auftritt der Musikerin positiv besprochen: „Wahrgenommen wird sie aber vor allem als eine Rapperin, die offene Queerness in den Hip-Hop bringt – und selbst ohne richtiges Album auf halbe Welttournee gehen kann, weil der Hunger nach Repräsentation so groß ist. Ihr Song Tomboy ist eine Hymne des noch jungen Genres Queer Rap, und wird vom Publikum entsprechend hymnisch gefeiert. Die neun Songs ihres Albums 1992 Deluxe leben sehr vom Charme der ungeschliffenen Bedroom-Produktion, inklusive Mikrofonrauschen und dem Versuch, große Breitwandakustik mit kleinen Mitteln heraufzubeschwören.“ Im Februar 2018 wurde ihre eigene Radiosendung The Voices in my Head with Princess Nokia erstmals über Apple Beats 1 Radio gesendet. In der aus sechs Teilen bestehenden Sendung sprach sie über ihre eigenen musikalischen Einflüsse sowie persönliche Erfahrungen.
Im Jahr 2020 veröffentlichte Frasqueri das Album Everything Sucks und kurz darauf das Album Everythings’s Beautiful. Sie präsentiere sich als „versierte, nach allen Seiten austeilende Old-School-Battlerapperin, die mit Psychosen kokettiert“, so Andreas Borcholte vom Spiegel, ihr Rapstil wechsele „vom Aggro-Ätzen in einen entspannten R&B-Singsang“, der „große Wurf“ sei der Künstlerin aber nicht gelungen.

## Kontroversen
2017 ging Frasqueri in Europa auf Tour. Bei einem Konzert in Cambridge stieg sie von der Bühne und schlug und beschimpfte einen Zuschauer, der sie sexistisch beleidigt haben soll, was dieser aber im Nachhinein bestritt.
Für eine weitere Kontroverse sorgte sie mit ihrem Song Bart Simpson, in dem sie die Zeile „See, I know my money got raised by the jews.“ rappt, was als das Aufgreifen eines antisemitischen Stereotyps gedeutet wurde. In Interviews erklärte Frasqueri, sie sei zum Teil in einer jüdischen Familie aufgewachsen und habe jüdische Onkel und Tanten: „Ich wurde von reichen Juden aufgezogen. Ich verstehe nicht, warum die Leute denken, das sei antisemitisch. Es ist eigentlich sogar pro-jüdisch. Ich bin mit jüdischen Kindern in die Schule gegangen, war zehn Jahre lang im hebräischen Ferienlager. Meine Tanten und Onkel waren reiche Jüdinnen und Juden. Wenn ich sage, ich sei eine New Yorker Puerto-Ricanerin, ist das die gleiche Referenz. Das ist also ein Missverständnis.“ Im März 2017 sagte sie einen in Israel geplanten Festival-Auftritt ab, nachdem die Initiative Boycott, Divestment and Sanctions (BDS) sie unter Druck gesetzt hatte. Die Initiative ruft zum Boykott Israels und israelischer Produkte auf.

## Persönliches
Frasqueri identifiziert sich als „gender non-conforming androgynous person“ und benutzt sowohl die Pronomen „she/her“ als auch „they/them“.

## Diskografie

### Alben
- 2017: 1992 Deluxe
- 2018: Metallic Butterfly
- 2020: Everything Sucks
- 2020: Everythings’s Beautiful

### Mixtapes
- 2015: Honeysuckle

### EPs
- 2018: A Girl Cried Red

### Singles als Leadmusikerin
- 2017: G.O.A.T.
- 2017: Tomboy
- 2017: Brujas
- 2017: Kitana
- 2019: Sugar Honey Iced Tea (S.H.I.T.)
- 2019: Balenciaga
- 2019: Green Eggs & Ham
- 2020: Practice
- 2020: I Like Him (US: Gold)[14]
- 2021: It’s Not My Fault
- 2021: Boys Are From Mars (feat. Yung Baby Tate)

### Singles als Gastmusikerin
- 2014: Puerto Rican Judo (mit Ratking)
- 2014: Wish You Would (mit Mykki Blanco)
- 2015: Steep Tach (mit Ratking)
- 2015: Take Off (mit Branko)
- 2017: The Last of the Real Ones (mit Fall Out Boy)
- 2017: Outro (mit K. Michelle)
- 2017: Spit (mit Show Me the Body)
- 2017: Fanta (mit Josh Forehead)
- 2018: Lmk_What’s Really Good Remix_ feat_Princess Nokia_Junglepussy_Cupcakke_Ms. Boogie_100 Bpm (mit Kelela, Junglepussy, cupcaKke, Ms. Boogie)
- 2019: Dame Aquí (mit Wiki)
- 2020: Get Paid (mit Aluna, Jada Kingdom)
- 2020: Cynthia (mit Tony Seltzer, A Lau)
- 2020: Madness (mit Silverstein)
- 2021: Slumber Party (mit Ashnikko, UK: Silber, US: Gold)